# Grey Eagle
Grey Eagle ist eine Kleinstadt (mit dem Status „City“) im Todd County im US-amerikanischen Bundesstaat Minnesota. Das U.S. Census Bureau hat bei der Volkszählung 2020 eine Einwohnerzahl von 330 ermittelt.

## Geografie
Nach den Angaben des United States Census Bureaus hat die Stadt eine Fläche von 1,0 km², alles davon entfällt auf Land.
Minnesota State Route 28 und Minnesota State Route 287 verlaufen innerhalb des Stadtgebietes.

## Demografische Daten
Nach der Volkszählung im Jahr 2010 lebten in Grey Eagle 348 Menschen in 165 Haushalten. Die Bevölkerungsdichte betrug 348 Einwohner pro Quadratkilometer. In den 165 Haushalten lebten statistisch je 2,11 Personen. 
Ethnisch bestand die Bevölkerung mit zwei Ausnahmen nur aus Weißen. Unabhängig von der ethnischen Zugehörigkeit waren 0,9 Prozent der Bevölkerung spanischer oder lateinamerikanischer Abstammung. 
22,1 Prozent der Bevölkerung waren unter 18 Jahre alt, 56,1 Prozent waren zwischen 18 und 64 und 21,8 Prozent waren 65 Jahre oder älter. 48,9 Prozent der Bevölkerung war weiblich.

Das mittlere jährliche Einkommen eines Haushalts lag bei 43.438 USD. Das Pro-Kopf-Einkommen betrug 20.307 USD. 11,9 Prozent der Einwohner lebten unterhalb der Armutsgrenze.